# 死の狩人モニカ
『死の狩人モニカ』 (しのかりうどモニカ、原題: La Muerte Ronda Monica) は1977年に公開されたラモン・フェルナンデス監督によるイタリア・スペイン合作のサスペンス映画。別題は『禁断の殺意・人妻モニカ愛の終末』。

## あらすじ
億万長者のモニカの夫のビジネスマンであるフェデリコは突如一人の男に妻へ秘密を漏らすと脅される。その秘密を知ったモニカは狂い始める。

## キャスト
| 役名         | 俳優                 | 日本語吹替                                                                         |
| 役名         | 俳優                 | 東京12ch版                                                                         |
| ------------ | -------------------- | ---------------------------------------------------------------------------------- |
| モニカ       | ナデュースカ         | 弥永和子                                                                           |
| フェデリコ   | ジャン・ソレル       | 堀勝之祐                                                                           |
| アルチューロ | ダミアン・ベラスコ   | 森川公也                                                                           |
| エレナ       | カリン・シューベルト | 有馬瑞子                                                                           |
| エヴァ       | バルバラ・レイ       | 高島雅羅                                                                           |
| 不明 その他  |                      | 田中康郎 松金よね子 山岡葉子 西村知道 遠藤晴 馬場はるみ 中村武己 小幡研二 桜本昌弘 |
|              |                      |                                                                                    |
| 演出         | 演出                 | 福永莞爾                                                                           |
| 翻訳         | 翻訳                 | 大野隆一                                                                           |
| 効果         | 効果                 | 南部光庸 /大橋勝次                                                                 |
| 調整         | 調整                 | 遠西勝三                                                                           |
| 制作         | 制作                 | ザック・プロモーション                                                             |
| 解説         |                      |                                                                                    |
| 初回放送     | 初回放送             | 1979年11月27日 『火曜映画劇場』                                                    |